# Tức Tranh
Tức Tranh là một xã thuộc huyện Phú Lương, tỉnh Thái Nguyên, Việt Nam.

## Địa lý
Xã Tức Tranh nằm ở phía đông huyện Phú Lương, có vị trí địa lý:
- Phía đông giáp xã Phú Đô
- Phía tây giáp thị trấn Đu và xã Yên Lạc
- Phía nam giáp huyện Đồng Hỷ và các xã Phấn Mễ, Vô Tranh
- Phía bắc giáp xã Phú Đô và xã Yên Lạc.

Xã Tức Tranh có diện tích 26,14 km², dân số năm 1999 là 8.059 người, mật độ dân số đạt 308 người/km².

## Lịch sử
Năm Minh Mạng thứ 16 (1836), tổng Tức Tranh thuộc huyện Phú Lương, phủ Tòng Hóa, tỉnh Thái Nguyên, gồm 4 xã: Tức Tranh, Quảng Cố, Đan Khê, Thanh Trà và 1 trang là An Lạc.
Đến trước Cách mạng tháng 8 năm 1945, tổng Tức Tranh có ba xã, sau đó Tức Tranh trở thành tên của một xã của huyện Phú Lương như hiện nay.

## Hành chính
Xã Tức Tranh được chia thành 24 xóm: Bãi Bằng, Đập Tràn, Đồng Danh, Đồng Hút, Khe Cốc, Minh Hợp, Quyết Thắng, Quyết Tiến, Tân Hòa, Tân Thái, Thâm Găng.

## Kinh tế
Tức Tranh là một xã phát triển về nghề trồng chè. Thu nhập bình quân của người dân xã Tức Tranh năm 2009 là 11,9 triệu đồng, tỉ lệ tăng trưởng đạt 13%. Năm 2009, xã Tức Tranh được tỉnh Thái Nguyên công nhận Làng nghề trồng và chế biến chè Thác Dài.